# Parc éolien de Hornsdale
Le parc éolien de Hornsdale est une centrale éolienne située dans la localité de Hornsdale (en), au nord de Jamestown (en), dans l'État australien d'Australie-Méridionale. Une fois terminé, il comprendra 99 éoliennes d'une capacité de production de  315 mégawatts (422 000 ch). L'usine est détenue et exploitée par Neoen, société française d'énergie renouvelable.
L'électricité produite par le parc éolien de Hornsdale est l'objet d'un contrat de vente au territoire de la capitale australienne.

## Art
Deux des éoliennes du parc portent des peintures réalisées par des artistes des peuples locaux Ngadjuri et Nukunu (en).